# 251년

## 연호
- 위(魏) 가평(嘉平) 3년
- 촉(蜀) 연희(延熙) 14년
- 오(吳) 적오(赤烏) 14년 / 태원(太元) 원년

## 기년
- 위(魏) 소제(少帝) 12년
- 촉(蜀) 후주(後主) 29년
- 오(吳) 대제(大帝) 30년
- 신라(新羅) 첨해 이사금(沾解泥師今) 5년
- 고구려(高句麗) 중천왕(中川王) 4년
- 백제(百濟) 고이왕(古爾王) 18년

## 사건
- 음력 1월, 신라, 남당에서 청정(聽政)을 시작했다. 한기부(漢祇部) 사람 부도(夫道)를 불러 아찬으로 삼고, 물장고(物藏庫)로서 사무를 맡겼다.

## 사망
- 위의 군사 사마의(司馬懿)

## 참고 문헌
- 김부식 (1145). 〈권02 첨해 이사금 條〉. 《삼국사기》.